# 因佩里亞利數額
因佩里亞利數額（Imperiali quota）是一種用於可轉移單票制及比例代表名單投票制中的最大餘額方法的數額。只要有關候選人或候選名單每取得數額一倍的票數，便能獲分配一個議席。它得名于比利时国会议员及参议员比埃尔·纪尧姆·因佩里亚利（Pierre Guillaume Imperiali）。
因佩里亞利數額的計算方法是：{\displaystyle Q={\frac {V}{S+2}}}（{\displaystyle Q}代表配额，{\displaystyle V}代表票数，{\displaystyle S}代表席位）。然而，擁有最大餘額的一黨並未必能夠取得剩餘的議席，因為所有席位已根據各政黨取得的完整數額悉數分配。
這是現時厄瓜多爾國會所使用的分配方法。